# Nowe horyzonty
Nowe horyzonty je druhé studiové album polské zpěvačky Eweliny Lisowské, vydané 28. října 2014 přes hudební vydavatelství Universal Music Polska. K propagaci alba byly vydány singly „We mgle”, „Na obcy ląd” a „Nowe horyzonty”.
Album se vyšplhalo na 21. místo v oficiálním žebříčku prodejnsoti v Polsku. Album obdrželo certifikaci v podobě zlaté desky za prodej více než 15 000 kopií. Dne 25. listopadu 2014 byla vydána reedice desky pod názvem Nowe horyzonty (Limited Edition), která byla rozšířena o 2 písně: „Nauka latania” a „Obsesja”.

## Seznam skladeb

### Standardní verze
1. „Intro” – 1:22
2. „Nowe horyzonty” – 3:18
3. „Znasz mnie” – 3:20
4. „Na obcy ląd” – 3:13
5. „Kilka sekund” – 3:13
6. „Zaklinam czas” – 3:36
7. „We mgle” – 3:42
8. „Niebo / Piekło” – 4:06
9. „Szkło” – 3:44
10. „Kameleon” – 3:42
11. „Wszystko od nowa” – 3:12

### Reedice
1. „Intro” – 1:22
2. „Nowe horyzonty” – 3:18
3. „Znasz mnie” – 3:20
4. „Na obcy ląd” – 3:13
5. „Kilka sekund” – 3:13
6. „Zaklinam czas” – 3:36
7. „We mgle” – 3:42
8. „Niebo / Piekło” – 4:06
9. „Szkło” – 3:44
10. „Kameleon” – 3:42
11. „Wszystko od nowa” – 3:12
12. „Nauka latania” – 5:10
13. „Obsesja” – 3:32

## Umístění v žebříčku prodejnosti
| Země   | Žebříčky (2014)           | Nejvyšší umístění | Certifikát  | Prodejnost |
| ------ | ------------------------- | ----------------- | ----------- | ---------- |
| Polsko | Oficjalna Lista Sprzedaży | 21                | zlatá deska | 15 000+    |